# 白健恩
白健恩（英語：Ronan Pak Kin Yan，1981年7月13日—），香港男演员，前香港无线电视合约艺员，曾参选2010年香港先生選舉。

## 背景
白健恩畢業於白田天主教小學（1993年）以及中華基督教會基協中學（1998年），後畢業於珠海書院電腦專業文憑課程及香港演藝學院舞蹈學院的音樂劇舞課程。在校期間曾在2003年和2005年獲得 Jackie Chan Charitable Foundation Scholarship，後在2006年得到Katterwall Vocal Academy 的奖学金接受一年私人声乐训练。兩年後白健恩到美国New York CAP21 进修音乐剧及演出不同音乐剧、舞蹈和戏剧表演。
他在2010年参选香港先生選舉，2013年無線電視劇《法網狙擊》中以飾演強暴高海寧的闊少「龐世邦」開始為觀眾所認識。2013年6月在十大宗師見證下正式成為徐家傑師傅的古泰拳門徒；2014年正式進軍電影圈。

## 嘉賓主持

### 2014年
- iMORE TV
- 康泰/Roadshow 闖蕩中國-江門美食遊

## 電視劇（無綫電視）
| - 誰家灶頭無煙火 飾 虎哥 - 真相 飾 醫生 - 潛行狙擊 飾 毒客 - 法證先鋒III 飾 伙計齊 - 結·分@謊情式 飾 陳世美 (第61集) - 4 In Love 飾 男主角 (第1集) - On Call 36小時 飾 年青人 - 當旺爸爸 飾 FM (第10-11集) - 愛·回家 (第一輯) 飾 圓彬 (第16集)、嫦表妹夫 (第72集) - 衝呀！瘦薪兵團 飾 男友 (第10集) - 怒火街頭2 飾 重案組警員 (第15集) - 造王者 飾 黑幫 - 雷霆掃毒 飾 O記 - 法網狙擊 飾 龐世邦（Oscar） | - 愛·回家 (第一輯) 飾 Simon (第171集) - 初五啟市錄 飾 士兵 (第12集) - 女警愛作戰 飾 型男 (第1集) - 仁心解碼II 飾 周卓生（Bryan）(第7、12集) - 情越海岸線 飾 急症醫生 - 師父·明白了 飾 虎 - 衝上雲霄II 飾 Juno (第7集) - 神鎗狙擊 飾 龍 - 幸福摩天輪 - 神探高倫布 - 單戀雙城 飾 猥瑣強 - 叛逃 飾 行動組 - 熟男有惑 - 拳王 |

## 電視劇（其他）

### 2018年
- 性敢中环 飾演 富家子 Xavier
- 向西闻记 飾演 健身教练 Gabriel

### 2020年
- 熟女強人 飾演 Andy
- 暖男爸爸 飾演 小清父

## 電影
- 2014年：喜愛夜蒲3飾演富家子醫生
- 2015年：鴨王饰演Chris[1]
- 2015年：第七謊言友情客串
- 2016年：鸭王2友情客串飾演Steven
- 2016/2017年：一炮三响饰演钟仁 [2][3][4][5][6][7]
- 2016年：爱‧打卡（Love Stalk）饰演 Ryan[8]
- 2017年：潮州帮饰演潮顺集团股东陆国华
- 2017年：情商黑科技饰演李志远
- 2017年：大B哥之人在江湖饰演文咸
- 2017年：大B哥之再战江湖饰演文咸
- 2017年：香港蘭桂坊饰演何子恩
- 2017年：江湖三傻饰演高级会所经理
- 2018年：掃黑神探饰演高級警司王Sir
- 2019年：無主之戰饰演施敬遙（網絡電影）

## 影視作品
- SAA保護遺棄動物協會的宣傳片2017
- SAA保護遺棄動物協會的宣傳片2016 奪金獎門狗
- SAA保護遺棄動物協會的宣傳片2015 特務救狗狗
- SAA保護遺棄動物協會的宣傳片 領養愛
- 百老匯院線觀影提示白健恩向王家衞導演致敬
- 腦退化症患者眼中的世界---微電影 小小花
- The 84th Academy Awards 第八十四屆奧斯卡金像獎頒獎典禮宣傳片
- TVB最受歡迎廣告頒獎典禮
- TVB 十大勁歌金曲頒獎典禮
- The Oscars on Pearl
- 陳卓宏 - 雪中送愛 MV
- 泳兒 - 剩下的幸福 MV
- 區文詩 - KISS ME MV

## 電視節目（無綫電視）
- 2010年：香港先生選舉
- 2010年：愛情研究院（第118集）
- 2010年：歡樂滿東華2010（卡拉之星環節）
- 2012年：歡樂滿東華2012（卡拉之星環節）
- 2012年：星光熠熠耀保良2012

## 舞台劇
- 2003年：Mad about Coffee 相約啡音棧
- 2006年：Our Town 小城風光 Cast: 喬治 . 吉博斯 George Gibbs
- 2007年：小河男孩, 奪夢遊戲2 Dream Gladiator 2 , 離留物語 Game of Life , Homo Superus 異型金剛
- 2008年：捕月魔君．卡里古拉 Caligula , If Again/ Can't Help It… My Feet Love to Dance
- 2009年：Boundless Movement 遍地芳菲 , 奇幻聖誕夜 , Animal Geographic 生物的不可思議生存大搜奇 , 異人實現劇場
- 2011年：滋．情．識．取（不小心創作社製作）
- 2011年：暑期作孽,暑期作孽-Part 2
- 2012年：突然獨身
- 2012年：伊甸禁章
- 2012年：Lets Rock The Musical 大家樂
- 2012年-2013年：彩色青春A-Go-Go 飾 胡風（春天實驗劇團製作）香港 , 新加坡
- 2013年：伊甸
- 2014年：音樂劇金瓶梅 飾 第二男主角西門慶 GOLDEN LOTUS, The Musical: XIMEN
- 2015年：音樂劇 來自Sing Sing 的你 男主角 飾演:  敏感叔叔
- 2015年：音樂劇 大家樂 男主角, 飾演樂隊 The Winners 內的<阿B> Let's Rock, The Musical: B

## 音樂會
- 2011年: Rick Cheung x Ronan Pak REVERSE Mini Concert
- 2014年: 0101HOST 呈獻: <保護.愛慈善音樂會>
- 2014年: 白健恩 x 陳文婷舉行慈善音樂會

## 歌曲
- 2013年：Don't Bother
- 2015年：沈默

## 派台歌曲成績
| 派台歌曲上榜最高位置 | 派台歌曲上榜最高位置 | 派台歌曲上榜最高位置 | 派台歌曲上榜最高位置 | 派台歌曲上榜最高位置 | 派台歌曲上榜最高位置 | 派台歌曲上榜最高位置 |
| -------------------- | -------------------- | -------------------- | -------------------- | -------------------- | -------------------- | -------------------- |
| 唱片                 | 歌曲                 | 903                  | RTHK                 | 997                  | TVB                  | 備註                 |
| 2013年               |                      |                      |                      |                      |                      |                      |
|                      | Don't Bother         | -                    | -                    | -                    | -                    | Featuring 陳卓宏     |
| 2015年               |                      |                      |                      |                      |                      |                      |
|                      | 沈默                 | -                    | -                    | -                    | -                    |                      |

| 各台冠軍歌總數 | 各台冠軍歌總數 | 各台冠軍歌總數 | 各台冠軍歌總數 | 各台冠軍歌總數    |
| -------------- | -------------- | -------------- | -------------- | ----------------- |
| 903            | RTHK           | 997            | TVB            | 備註              |
| 0              | 0              | 0              | 0              | 四台冠軍歌總數：0 |

- （*）表示歌曲仍在該榜上

## MV
- 2015年：白健恩 第一首單曲 沈默
- 2014年：可嵐《愛·傷了》
- 2013年：白健恩 , 陳卓宏《Don't Bother》
- 2013年: 陳卓宏 - 雪中送愛 MV
- 2011年：泳兒《剩下的幸福》（英皇娛樂製作）
- 2011年：區文詩《Kiss Me》（MusicNEXT製作）
- 2010年：麥浚龍《彳亍》（無綫電視製作）

## 外部連結
- 白健恩的新浪微博
- 白健恩的Instagram帳戶
- Facebook Page